# مورونتاو
جاندار هي بلدة ضمن المنطقة الإدارية لمدينة زرافشان مركز ولاية نواوي في أوزبكستان.